# 332
Het jaar 332 is het 32e jaar in de 4e eeuw volgens de christelijke jaartelling.

## Gebeurtenissen

### Balkan
- Keizer Constantijn I verslaat de Goten aan de Donau en sluit een vredesverdrag. Zij mogen als foederati (bondgenoten) zich vestigen in Moesië en krijgen een jaarlijkse bijdrage voor hun onderhoud, op voorwaarde dat zij de rijksgrens zullen verdedigen. Hierdoor ontstaat er een vrede die ruim dertig jaar gehandhaafd blijft.

## Geboren
- Flavius Jovianus, keizer van het Romeinse Rijk (overleden 364)